# Tyler Hynes
Tyler Hynes, född 6 maj 1986 i Toronto, Ontario, Kanada, är en kanadensisk skådespelare. Han har bland annat spelat huvudrollen i TV-filmen The Jonathan Wamback story från 2001.